# Saint-Seurin-de-Prats
Saint-Seurin-de-Prats is een gemeente in het Franse departement Dordogne (regio Nouvelle-Aquitaine) en telt 488 inwoners (1999). De plaats maakt deel uit van het arrondissement Bergerac.

## Geografie
De oppervlakte van Saint-Seurin-de-Prats bedraagt 5,6 km², de bevolkingsdichtheid is 87,1 inwoners per km².
De onderstaande kaart toont de ligging van Saint-Seurin-de-Prats met de belangrijkste infrastructuur en aangrenzende gemeenten.

## Demografie
Onderstaande figuur toont het verloop van het inwonertal (bron: INSEE-tellingen).